# دانييلا نارديني
دانييلا نارديني (بالإنجليزية: Daniela Nardini)‏ هي ممثلة بريطانية، ولدت في 26 أبريل 1968 في المملكة المتحدة.

## وصلات خارجية
- دانييلا نارديني على موقع IMDb (الإنجليزية)
- دانييلا نارديني على موقع ألو سيني (الفرنسية)
- دانييلا نارديني على موقع أول موفي (الإنجليزية)
- دانييلا نارديني على موقع قاعدة بيانات الأفلام السويدية (السويدية)
- دانييلا نارديني على موقع قاعدة بيانات الفيلم (الإنجليزية)
- دانييلا نارديني على موقع كينوبويسك (الروسية)